# Мерхвајлер
Мерхвајлер (њем. Merchweiler) општина је у њемачкој савезној држави Сарланд. Једно је од 7 општинских средишта округа Нојнкирхен. Према процјени из 2010. у општини је живјело 10.617 становника. Посједује регионалну шифру (AGS) 10043113.

## Географски и демографски подаци
Мерхвајлер се налази у савезној држави Сарланд у округу Нојнкирхен. Општина се налази на надморској висини од 271–392 метра. Површина општине износи 12,8 km². У самом мјесту је, према процјени из 2010. године, живјело 10.617 становника. Просјечна густина становништва износи 831 становника/km².

## Међународна сарадња
| Мјесто  | Држава    | Врста сарадње | Од    |
| ------- | --------- | ------------- | ----- |
| Фаликон | Француска | партнерство   | 1987. |
| Извор   |           |               |       |